# Renault AHN

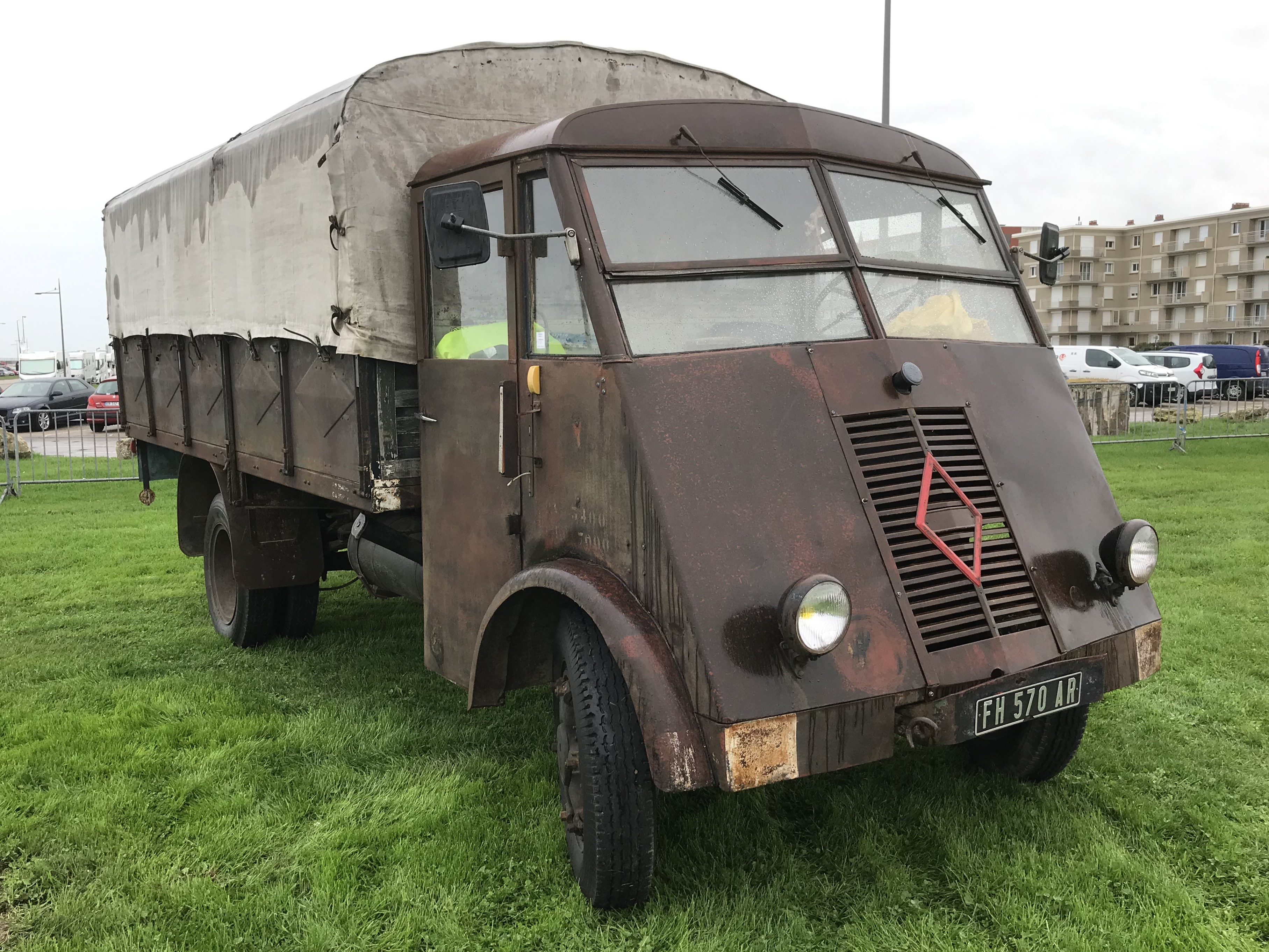
Renault AHN (Dieppe, 2024)

Der Renault AHN ist ein mittlerer Lastkraftwagen der 3-Tonnen-Klasse, der ab 1941 vom französischen Hersteller Renault in Boulogne-Billancourt speziell für die deutsche Wehrmacht gefertigt wurde und danach noch bis 1947 für den zivilen Bedarf.

## Entwicklung
Während der 1930er Jahre stand Renault in einem ständigen Wettstreit mit der Firma Citroen um die Belieferung der französischen Streitkräfte. Ein Projekt, welches Renault realisieren konnte, war die Fertigung eines mittleren Lastkraftwagens mit einer Nutzlast von 4 Tonnen. Das entsprechende Fahrzeug war der Renault AGR, von dem die französische Armee mehrere Tausend bestellte, und deren Auslieferung dann ab 1937 begann. Diese Bestellungen wurden nach dem Kriegseintritt Frankreichs am 3. September 1939 nochmals erhöht.
Vorausschauend hatten sowohl Citroen als auch Renault bereits an der Entwicklung eines Nachfolgers in der 4-Tonnen-Klasse gearbeitet. Das Rennen machte der U23 von Citroen, doch der AGR wurde immer noch als gutes Fahrzeug angesehen. Und man entwickelte ein neues, einfacher zu produzierendes Fahrzeug, welches gleichzeitig weniger kosten würde. Das neue Fahrzeug, der Typ Renault AHN, wurde mit einem ersten Prototyp im Februar 1940 vorgestellt. Der Grundentwurf wurde vom schwereren Renault AHR, der bereits Ende 1939 vorgestellt worden war, übernommen. Das neue Fahrzeug wies eine sehr charakteristische abgeschrägte Front ohne erkennbare Motorhaube auf.
Im Sommer 1940 überschlugen sich die Ereignisse und die Wehrmacht besetzte den gesamten Norden Frankreichs einschließlich der Produktionsanlagen von Renault. Auf deutscher Seite war man stark an der Nutzung der vorhandenen Fertigungskapazitäten interessiert und verhandelte mit Renault die Fertigung des Typen AHN.
Nach der Prüfung des Entwurfs und des Prototyps wurde am 14. Februar 1941 die Einführung bei der Wehrmacht beschlossen.

## Produktion
Im März 1941 erfolgte die Produktion zunächst ausschließlich für die deutsche Wehrmacht. Obwohl das Fahrzeug für eine Nutzlast von 4 Tonnen ausgelegt war, wurde das als Renault AHN1 bezeichnete Fahrzeug mit einer Nutzlast von 3,5 t klassifiziert.
Mit einem 75-PS-Sechszylinder-Benzinmotor mit vier Litern Hubraum erreichte das Fahrzeug eine maximale Geschwindigkeit von 59 km/h. Schon im Mai 1941 reagierte Renault auf den vorherrschenden Mangel an Kraftstoff für den zivilen Bereich und konstruierte vom AHN1 eine Ausführung mit Holzvergaser-Antrieb, von dem jedoch bis Dezember 1942 nur 271 Fahrzeuge gefertigt wurden. Ein großer Nachteil der Kriegszeit war jedoch, dass extrem viel kontrolliert wurde, was die Reise- und Handelsmöglichkeiten faktisch einschränkte.
Auch die noch in Südfrankreich vorhandenen Streitkräfte des Vichy-Regimes bestellten Renault AHN1, da nach der Kapitulation Frankreichs den Reststreitkräften nur wenige Lastkraftwagen übrig geblieben waren.
Das erste Modell, der AHN1, wurde bis zum Juli 1944 gefertigt und erreichte eine Stückzahl von 15.610 Fahrzeugen. Typisch waren die in der Front eingelassenen Scheinwerfer.
Im Sommer 1944 brachte die Befreiung Frankreichs von der deutschen Besatzung einen Einbruch in der Fertigung mit sich. In der Folge wurde ab November 1944 das Modell AHN2 für die französischen Streitkräfte und den zivilen Markt begonnen, die dann schon im Juni 1946 wieder enden sollte. Unmittelbar anschließend wurde ein als AHN3 bezeichnetes Modell bis Januar 1947 gefertigt.
Die Stückzahlen blieben jedoch mit etwa 8400 beim AHN2 und etwa 2000 Fahrzeugen vom Typ AHN3 deutlich hinter dem für die Wehrmacht gefertigten Modell zurück.
Der AHN3 zeigte einige auffällige Veränderungen im Vergleich zu den überwiegend für die militärisch genutzten Vorgänger. So wurde die Pritsche niedriger montiert, die Ladefläche gekürzt (12 cm) und verbreitert (12 cm).

## Einsatz
Ein Bericht aus dem Kriegstagebuch von Generaloberst Halder merkt an, dass bei der Neuaufstellung beziehungsweise Umgliederung von „Schnellen Verbänden“ im Frühjahr 1941 nahezu ausschließlich Fahrzeuge aus französischer Fertigung verwendet werden mussten, da die deutschen Produktionskapazitäten dies nicht ermöglicht hätten. Genannt werden explizit die 20. Panzer-Division, sowie die 14., 18., 25. und 36. Infanterie-Division (mot.).
Anders als die gepanzerten Fahrzeuge der französischen Armee, welche aufgrund der Ersatzteilversorgung nach den Jahren 1941 und 1942 nahezu nur noch im Bereich des besetzten Frankreichs verwendet wurden, sind die mittleren Lastkraftwagen vom Typ Renault AHN bis Kriegsende an allen Fronten bei deutschen Verbänden zu finden.
Durch den Produktionsbeginn 1941 wurden die ersten Fahrzeuge mit der für die Wehrmacht typischen grauen Lackierung ausgeliefert und spätere Fahrzeuge erhielten ab 1942 sandgelbe Grundierung mit entsprechenden Tarnfarben je nach Verfügbarkeit.